# Arbana Pasholli
Arbana Pasholli (mac. Арбана Пашоли; ur. 19 kwietnia 1981 w Debarze) – północnomacedońska polityk pochodzenia albańskiego, absolwentka Uniwersytetu Świętych Cyryla i Metodego w Skopju, w latach 2020–2024 deputowana do Zgromadzenia Republiki Macedonii Północnej z ramienia Demokratycznego Związku na rzecz Integracji.